# 古里耶夫斯克區 (加里寧格勒州)

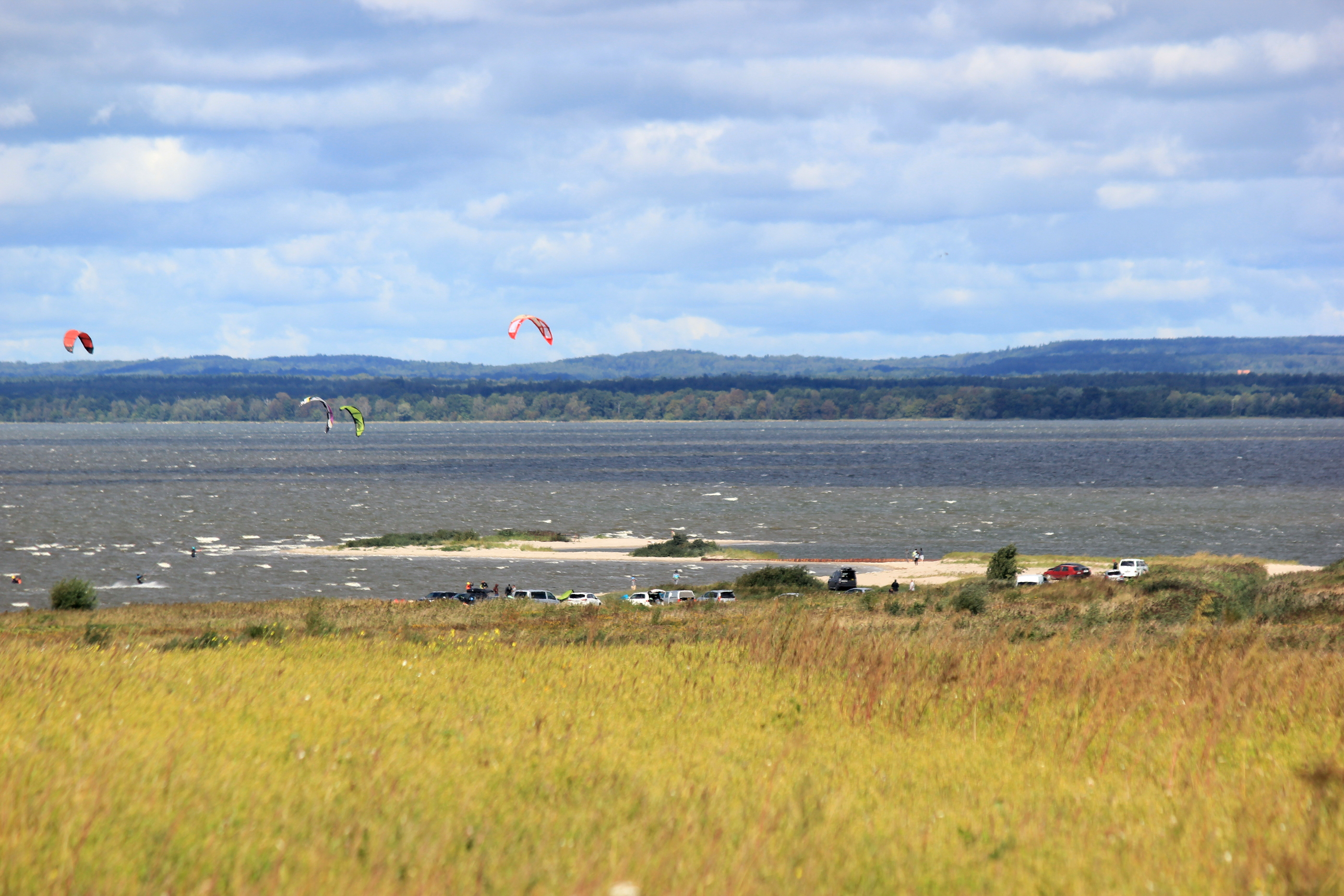

54°46′N 20°36′E / 54.767°N 20.600°E
古里耶夫斯克區（俄语：Гурьевский район），是俄羅斯的一個區，位於該國西北部，由加里寧格勒州負責管轄，面積1,284平方公里，2010年人口52,988，人口密度每平方公里41.27人。